# Петров-Водкін Кузьма Сергійович
Кузьма Сергійович Петров-Водкін (24 жовтня (5 листопада) 1878, Хвалинськ Саратовської губернії Російської імперії — 15 лютого 1939, Ленінград) — російський і радянський живописець, графік, теоретик мистецтва, письменник і педагог. Заслужений діяч мистецтв РРФСР (1930).

## Біографія

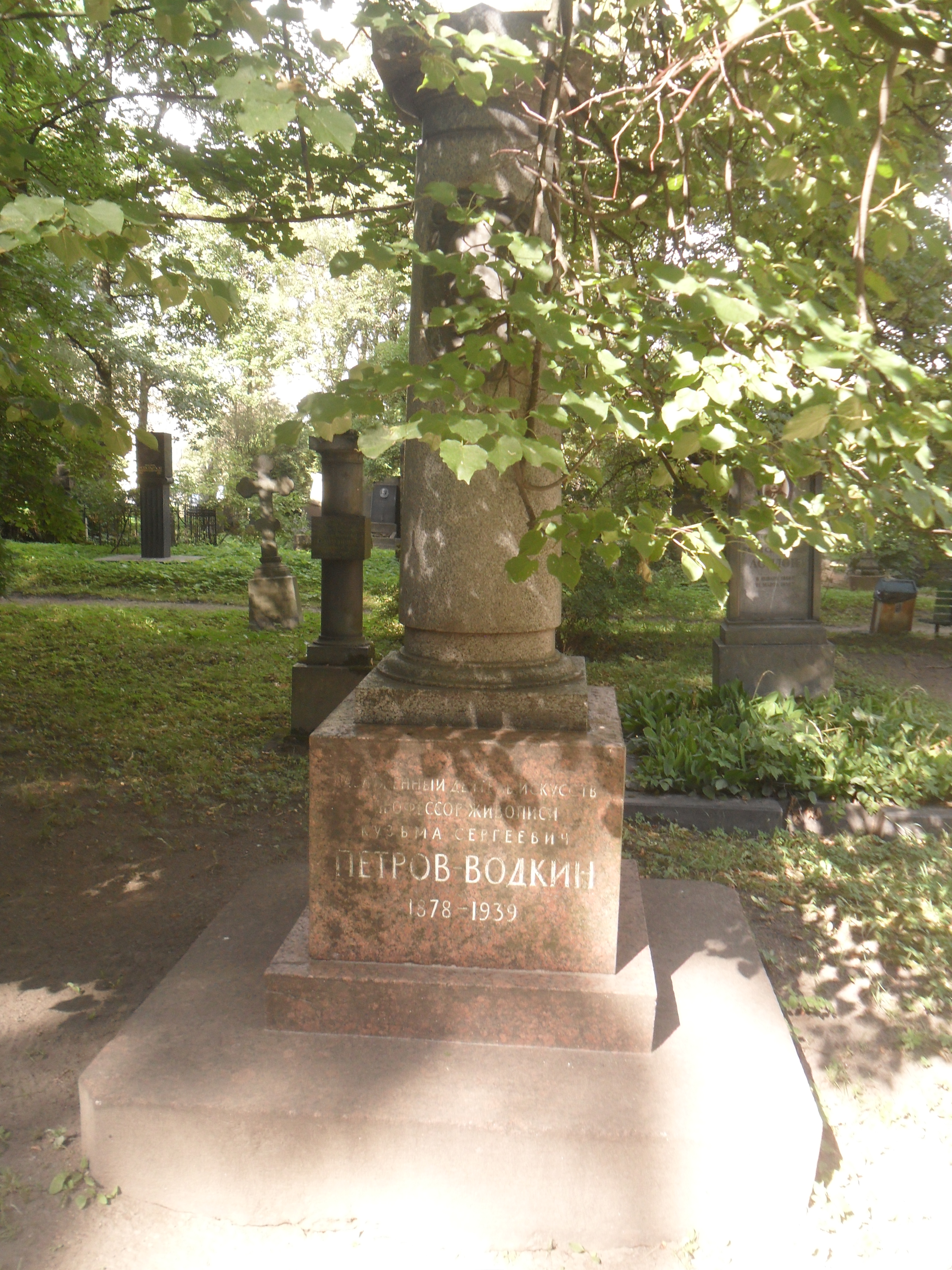
Могила Петрова-Водкіна на Літераторських містках в Санкт-Петербурзі.

Кузьма Сергійович Петров-Водкін народився 24 жовтня (5 листопада) 1878 в місті Хвалинськ Саратовської губернії Російської імперії, в родині шевця.
Бувши учнем чотирикласного міського училища, Кузьма познайомився з двома місцевими іконописцями, у яких він міг спостерігати за всіма етапами створення ікони. Під враженням від побаченого він спробував самостійно малювати ікони та пейзажі олійними фарбами. 1893 року закінчив училище.
Пропрацювавши літо в судноремонтних майстернях, восени Кузьма відправився до Самари аби вступити до залізничного училища, але провалився. У підсумку опинився в класах живопису та малювання Ф. О. Бурова. Тут він отримав ази малювальної майстерності. Однак 1895 року Буров помер, отже освіта залишилася незакінченою. Пізніше Петров-Водкін так згадував: «До закінчення нашого перебування у Бурова ми жодного разу не спробували підійти до натури, завдяки чому не отримували справжньої цінності знань».
Кузьма повернувся на батьківщину, де йому допоміг випадок. До Хвалинська приїхав знаменитий петербурзький архітектор Р. Ф. Мельцер. Він прибув на Волгу на прохання своєї старої знайомої — поміщиці Ю. І. Казарьїної, яка хотіла попросити Мельцера побудувати для неї черговий маєток. Мати Петрова-Водкіна, Ганна Пантеліївна, працювала покоївкою у сестри Казарьїної. Вона показала архітектору малюнки свого талановитого сина. Мельцер був вельми вражений таким живописом і відвіз Кузьму Сергійовича до Петербурга, де дав гарну художню освіту в петербурзькому Центральному училищі технічного малювання Штігліца. Хвалинські купці, в тому числі й Казарьїна, надсилали щомісяця 25 рублів щоб підтримати Кузьму, але той вважав це «даткою, за яку потім потрібно буде дякувати».

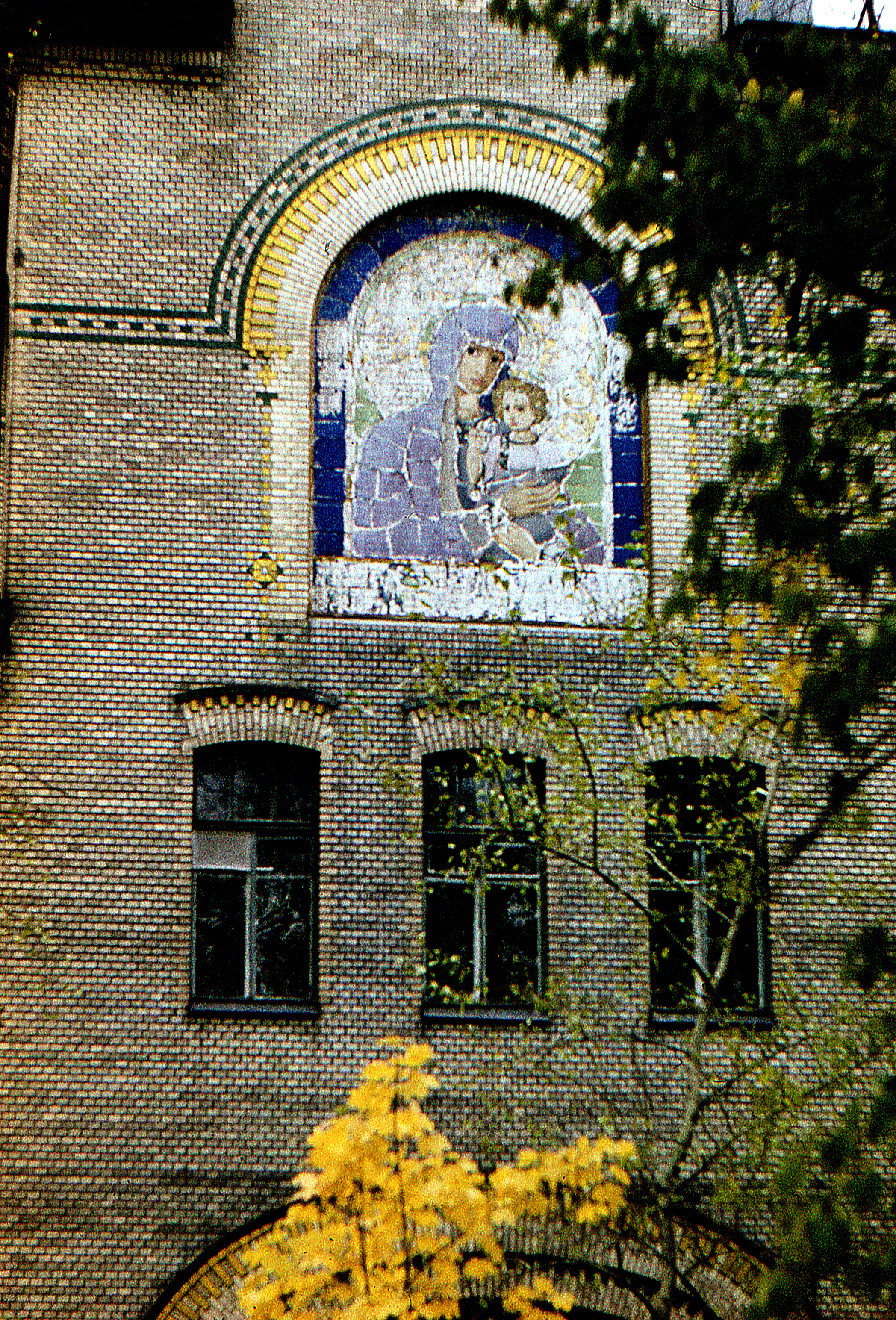
Богородиця з немовлям

Свою роботу художника Петров-Водкін почав зі створення образу Богоматері з Немовлям на стіні церковної апсиди Ортопедичного інституту доктора Вредена в Олександрівському парку на Петроградській стороні. Для того, щоб трансформувати ескіз своєї ікони в майоліку, Кузьма Сергійович поїхав до Лондона, де картину обробили на керамічній фабриці «Дультон».

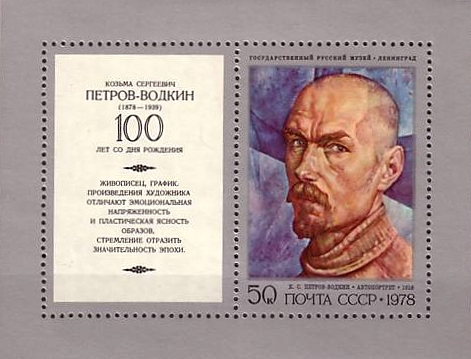
Поштовий блок СРСР, 1978

1897 року Петров-Водкін переїхав до Москви, де вступив до Московське училище живопису, скульптури та архітектури (МУЖСА), де навчався у Валентина Олександровича Сєрова. 1900 року працював на керамічному заводі в селі Всехсвятському під Москвою. Закінчив МУЖСА 1905 року. Вчився в приватній художній школі.
З 1905 до 1908 займався також у приватних академіях Парижа. У цей період відвідав Італію (1905) і Північну Африку (1907).
1911 року Петров-Водкін став членом об'єднання «Світ мистецтва».
1924 став учасником об'єднання «Чотири мистецтва».
У Радянському Союзі Петров-Водкін багато працював графіком та театральним художником. Театральну діяльність почав 1913 року в театрі Незлобіна. Оформив вистави «Орлеанська діва» Шиллера (1913), «Щоденник Сатани» за Андреєвим (1923, Ленінградський театр драми ім. Пушкіна), «Одруження Фігаро» Бомарше (1935, Ленінградський театр драми ім. Пушкіна). Займався також літературною працею, пишучи оповідання, повісті, п'єси та нариси. Писав теоретичні статті, займався викладанням.
Петров-Водкін був одним з реорганізаторів системи художньої освіти. З 1918 до 1933 року він викладав послідовно в Петроградських Державних вільних художніх навчальних майстернях (ПГСХУМ), ВХУТЕМАС, ВХУТЕІН, Інституті пролетарського образотворчого мистецтва (ІНПІІ), ІЖСА.
У серпні 1932 К. С. Петров-Водкіна обирають першим головою Ленінградського відділення Спілки радянських художників (ЛОССХ).
Художник помер 15 лютого 1939 року в Ленінграді. Похований на Літераторських містках Волковського цвинтаря.

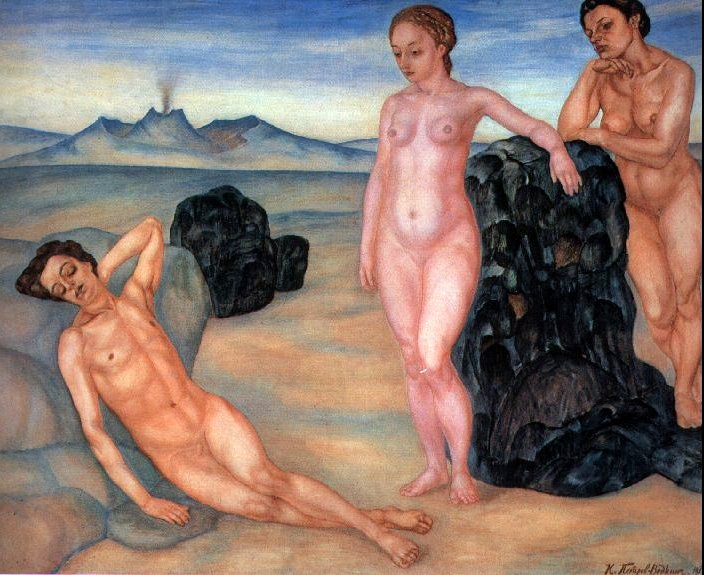
«Сон», 1910, ГРМ

## Творчість

### Характер творчості
У початковий період творчості Петров-Водкін зазнав сильного впливу зарубіжних майстрів символізму та «модерну». Його вважають одним з виразників символістських тенденцій у тогочасному російському живописі. З 1910-х років він перейшов від алегоричних до цілісних монументально-декоративних творів. Петров-Водкін цікавився раннього Відродження та руським іконописом, результатом чого вважають розробку ним сферичної перспективи. Художник також створював тематичні картини, портрети, натюрморти.

### Еротизм у творчості
Деякі роботи Петрова-Водкіна були сприйняті як такі, що містять еротизм.
Одна з найвідоміших ранніх робіт — «Сон» (1910) зображує двох оголених жінок, які пильно дивляться на сплячого оголеного чоловіка. Картина викликала дискусію серед художників і різку критику в пресі. Вона стала предметом суперечки між двома знаменитими художниками: головним захисником картини виступив Олександр Бенуа, а найбільш різким критиком — Ілля Рєпін.
Серед картин Петрова-Водкіна чимало зображень оголених чоловіків.

## Роботи знаходяться в зібраннях
- Державна Третьяковська галерея, Москва.
- Державний Російський музей, Санкт-Петербург.
- Колекція Будинку-музею Максиміліана Волошина, Коктебель.
- Саратовський художній музей імені Радищева[10]

## Адреси в Санкт-Петербурзі— Петрограді— Ленінграді
- 1909 — прибутковий будинок І. Б. Лідваль — Каменноостровський проспект, 1;
- 1915—1924 — 18-а лінія, 9, кв. 22;
- кінець 1927 — 02.1936 — ліцей — Дєтскоє Село, Комсомольська вулиця, 2;
- 02.1936 — 15.02.1939 — будинок Робочого житлово-будівельного кооперативного товариства працівників мистецтв — Кіровський проспект, 14, кв. 20.

## Учні
- Аб Павло Юхимович (1902—1974)
- Асламазян Маріам Аршаківна (1907—2006)
- Белаковська Вікторія Марківна (1901—1965)
- Горб Володимир Олександрович (1903—1988)
- Деблер Олександр Адольфович (1908—1981)
- Дмитрієв Володимир Володимирович (1900—1948)
- Дормідонтов Микола Іванович (1898—1962)
- Захарьян Рубен Агасійович (1901—1993)
- Калмиков Сергій Іванович (1891—1967)
- Купреянов Микола Миколайович (1894—1933)
- Лизак Ізраїль Львович (1905—1974)
- Малагіс Володимир Ілліч (1902—1974)
- Орєшников Віктор Михайлович (1904—1987)
- Пестінський Борис Володимирович (1901—1943)
- Приселков Сергій Васильович (1892—1959)
- Прошкін Анатолій Миколайович (1907—1986)
- Прошкін Віктор Миколайович (1906—1983)
- Самохвалов Олександр Миколайович (1894—1971)
- Фролова-Багреєва Лідія Федорівна (1907—1997)
- Шмідт Олександр Володимирович (1911—1987)

## Мальовані роботи

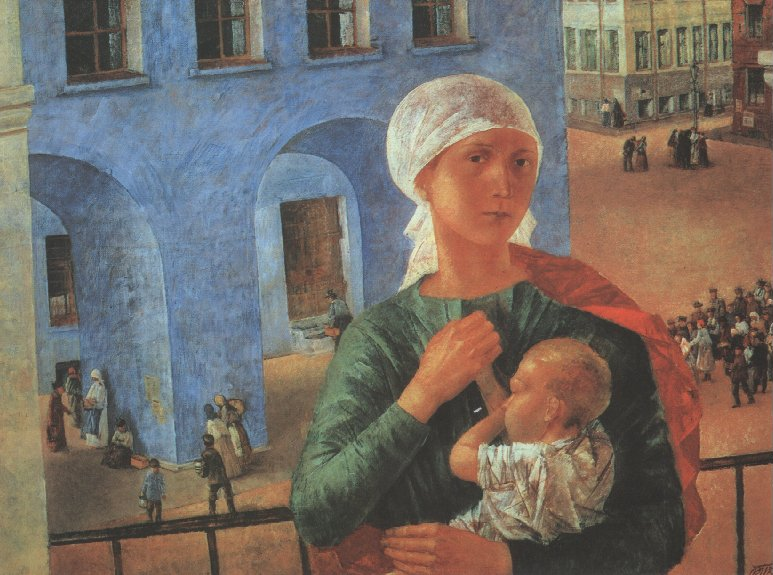
«1918 рік в Петрограді» («петроградська мадонна»), 1920, ГТГ
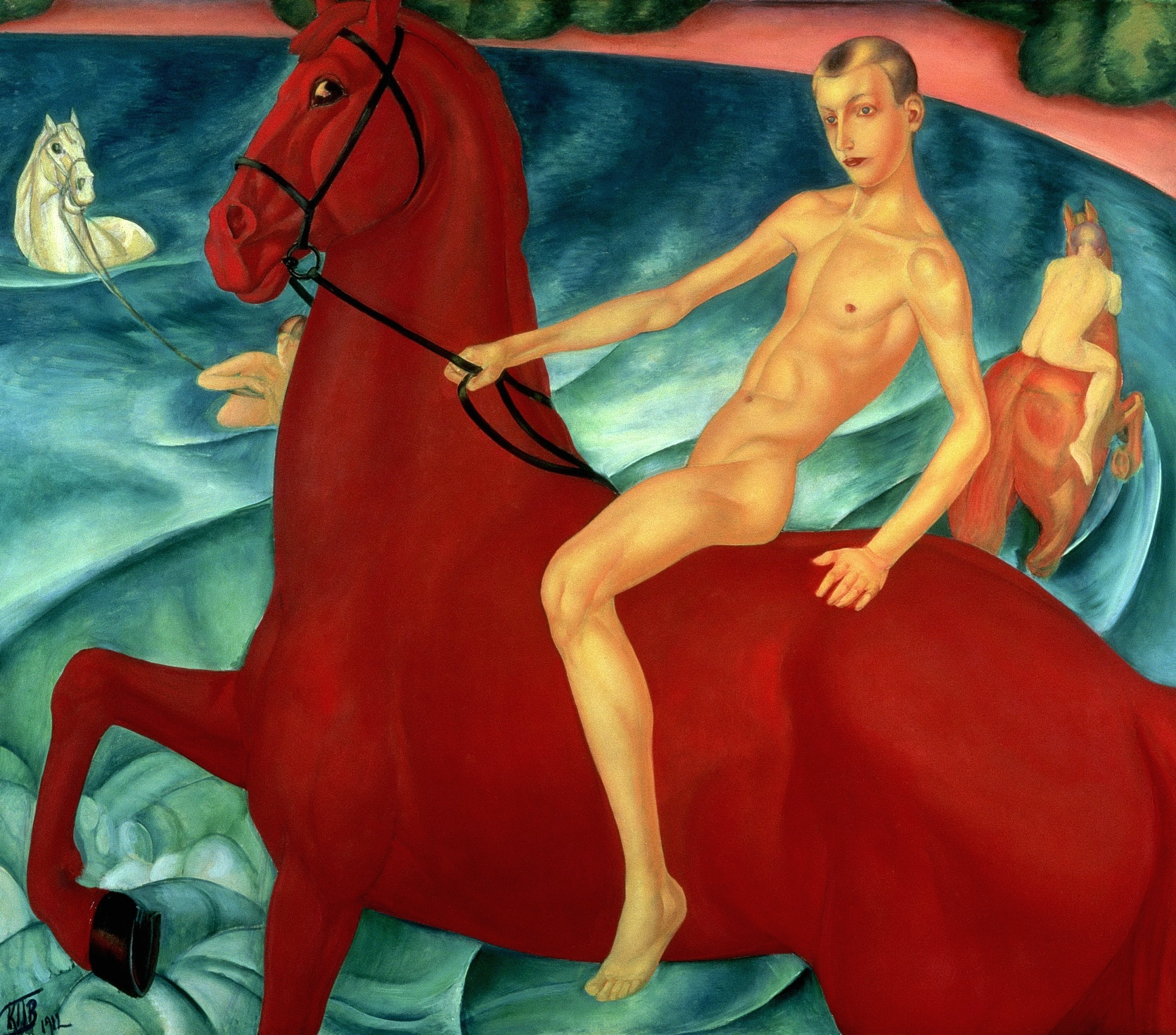
«Купання червоного коня», 1912
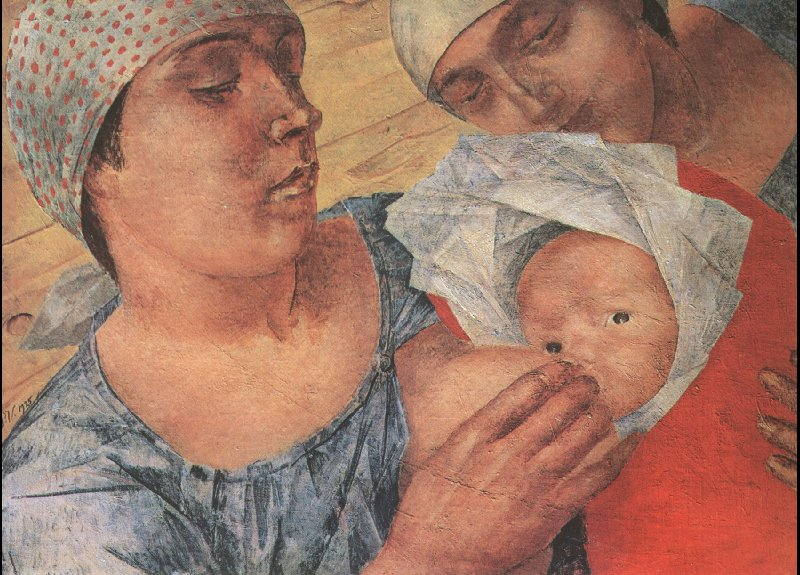
«Материнство», 1925
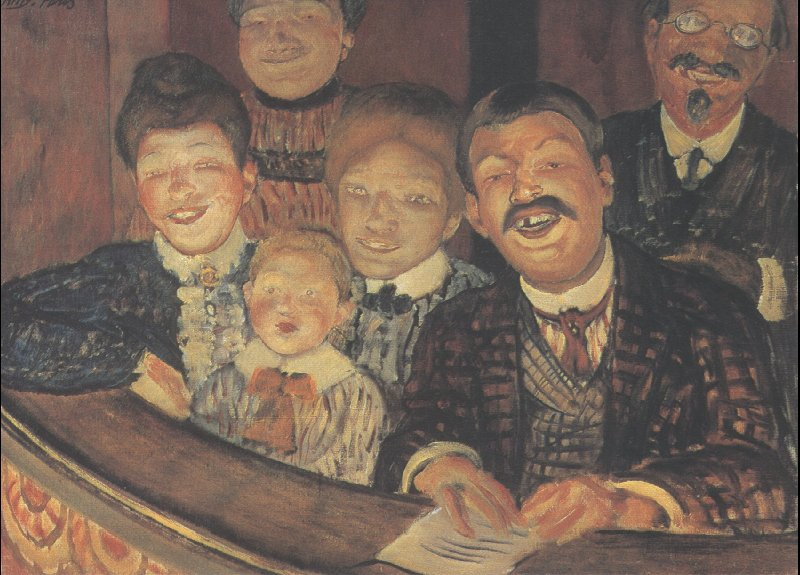
«Театр. Фарс», 1907
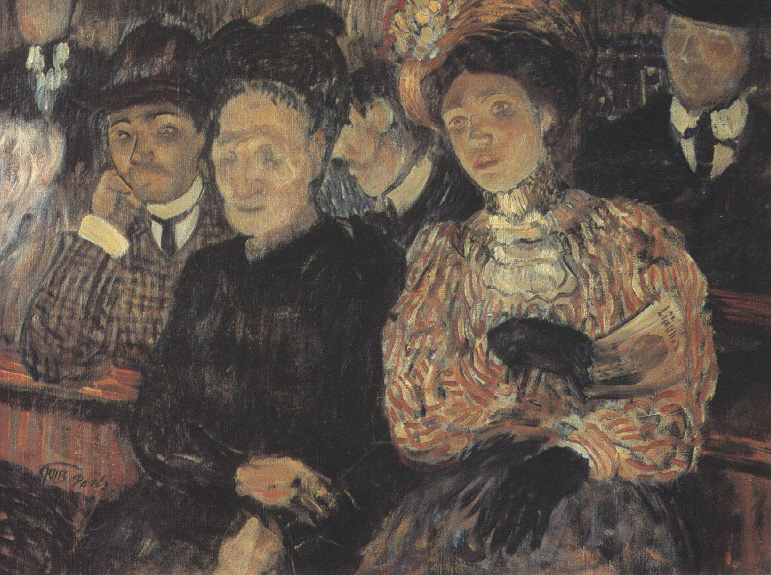
«Театр. Драма», 1907
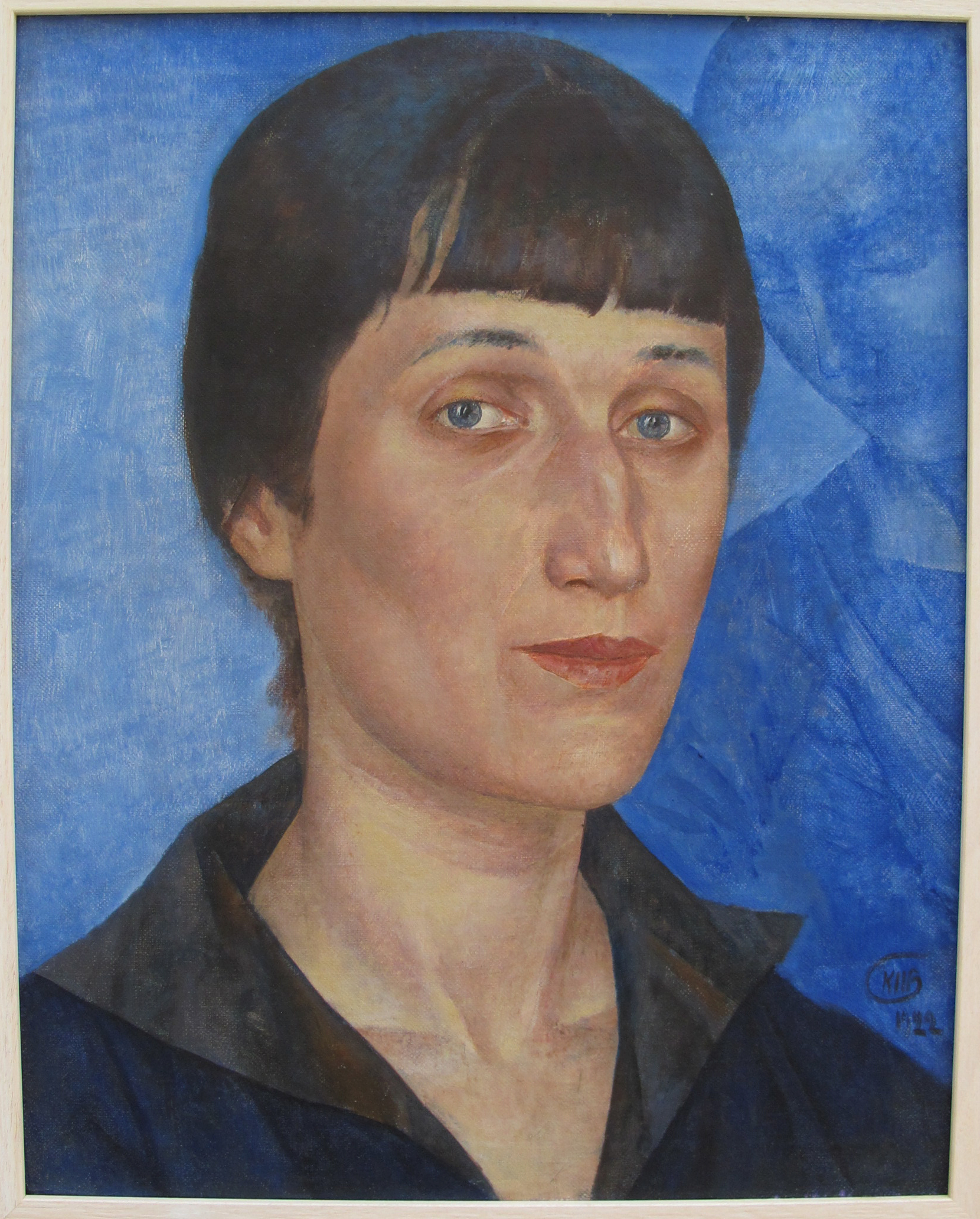
«Портрет Анни Ахматової», ГРМ
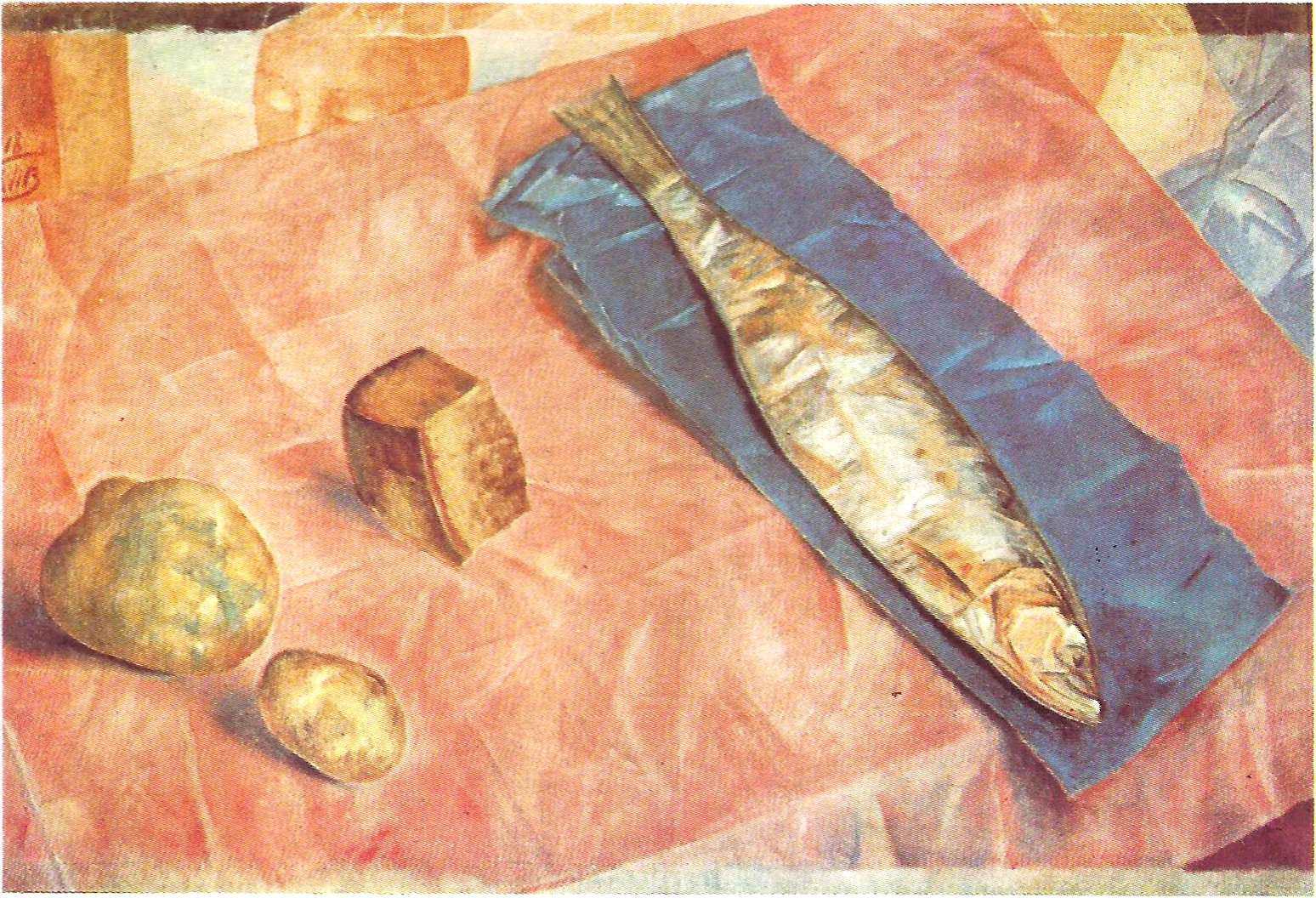
«оселедець», 1918, ГРМ
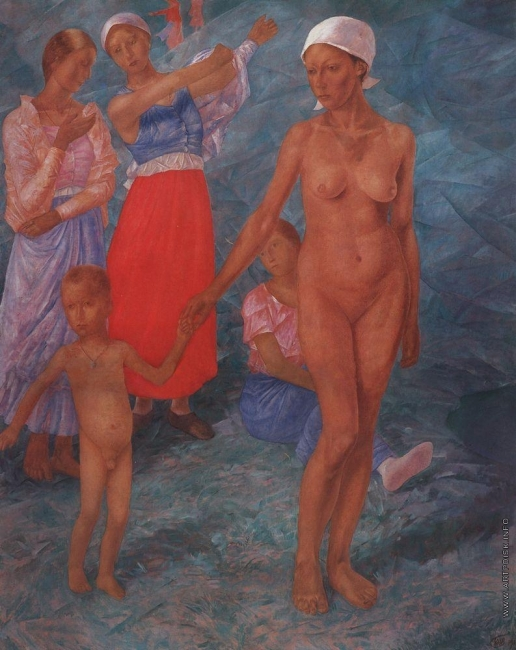
«Ранок. Купальниці», 1917
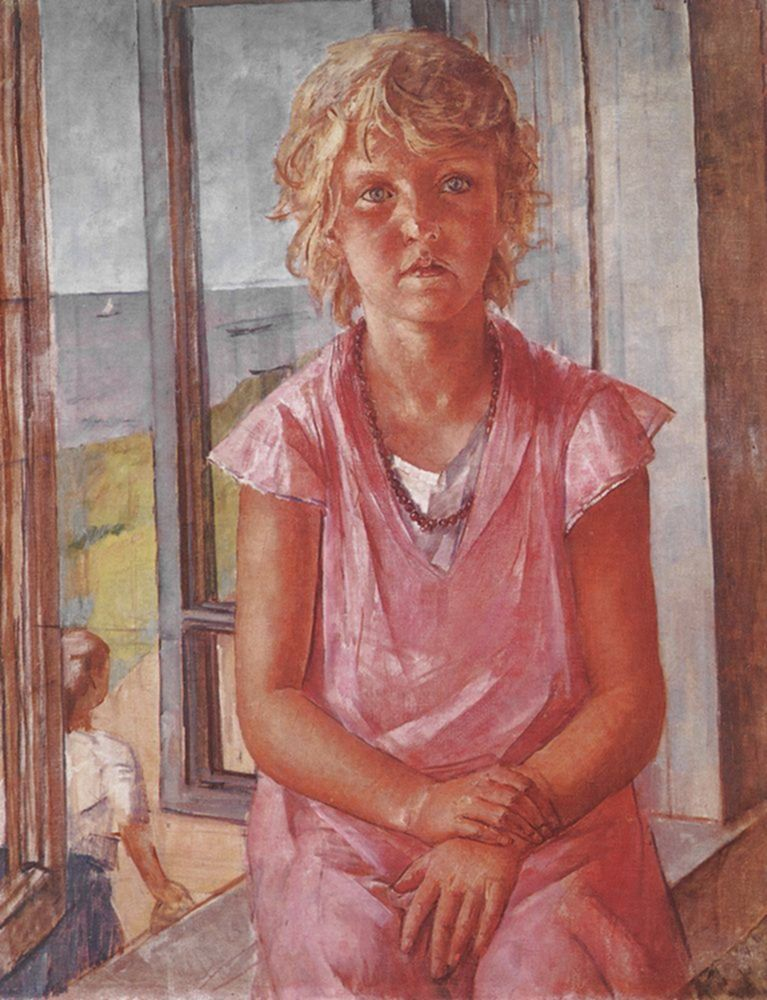
«Дочка рибалки», 1936
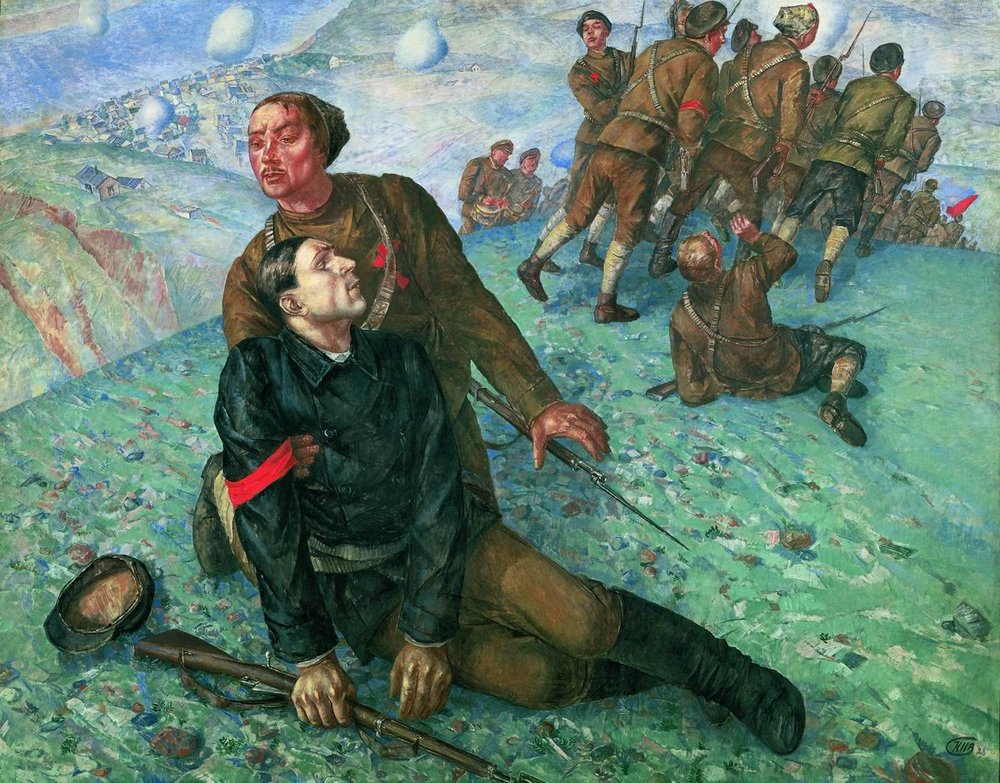
«Смерть комісара», 1928
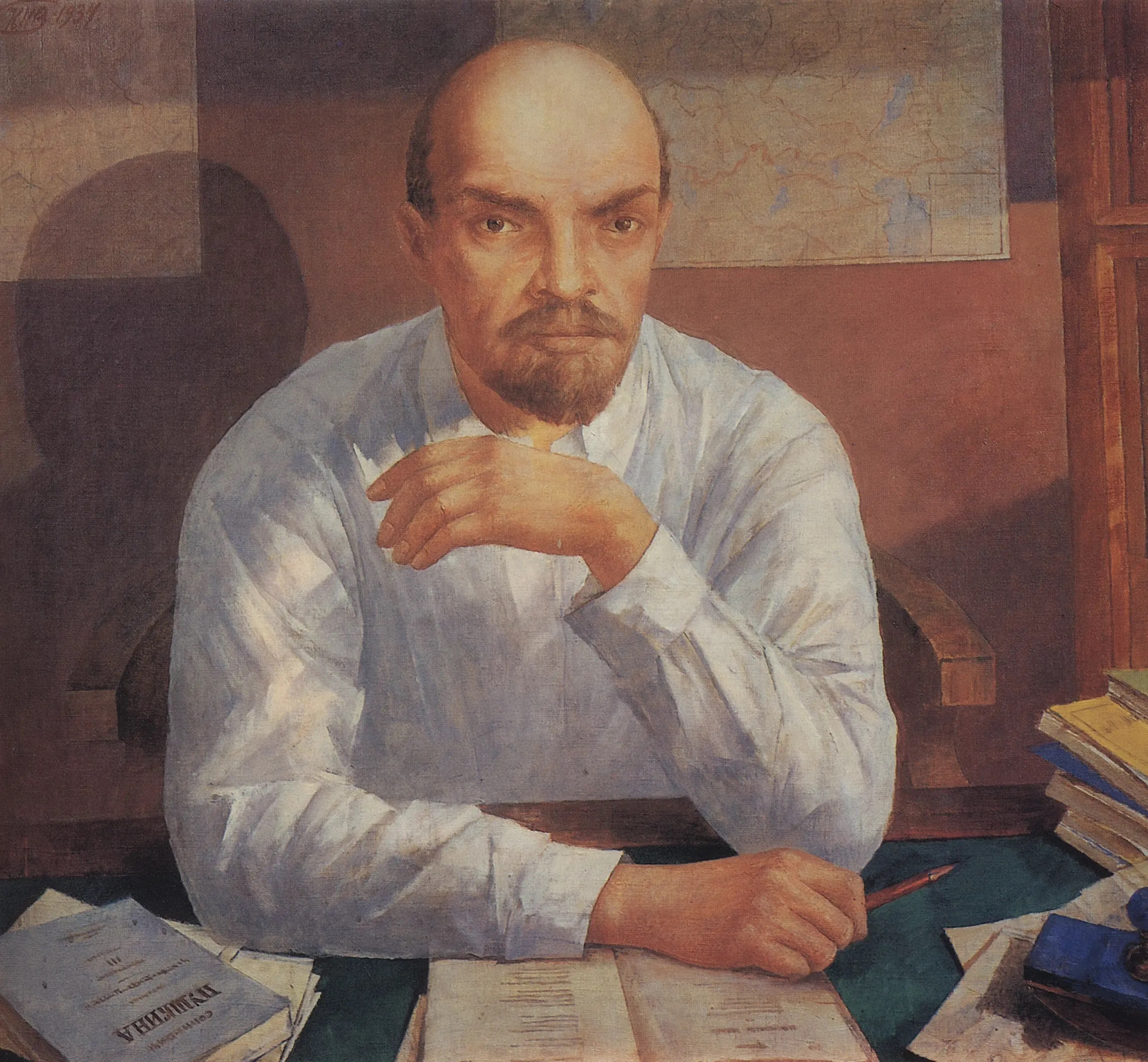
«Портрет В. І. Леніна», 1934
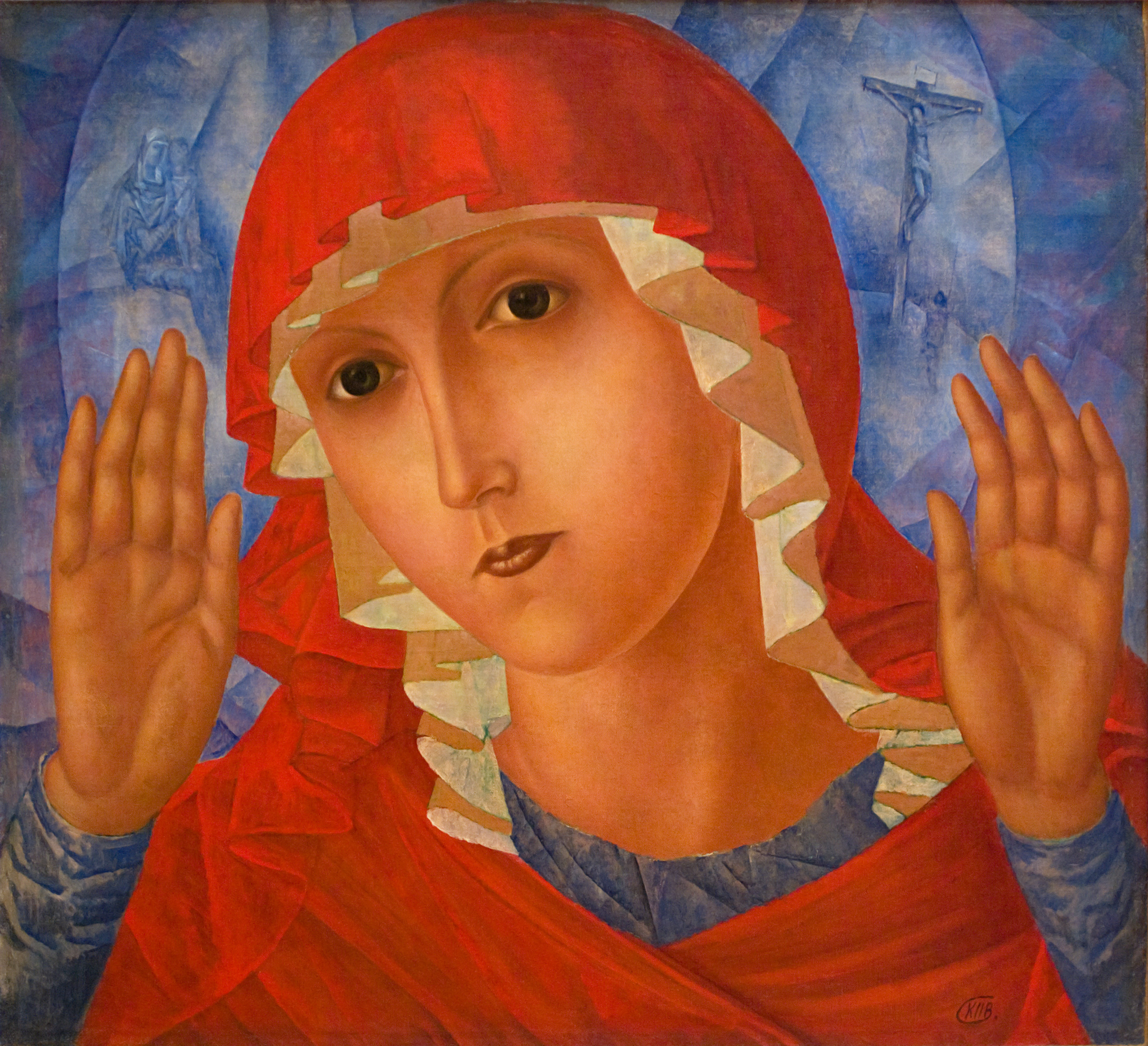
«Богоматір Розчулення злих сердець»  (1914 — 1915), ГРМ
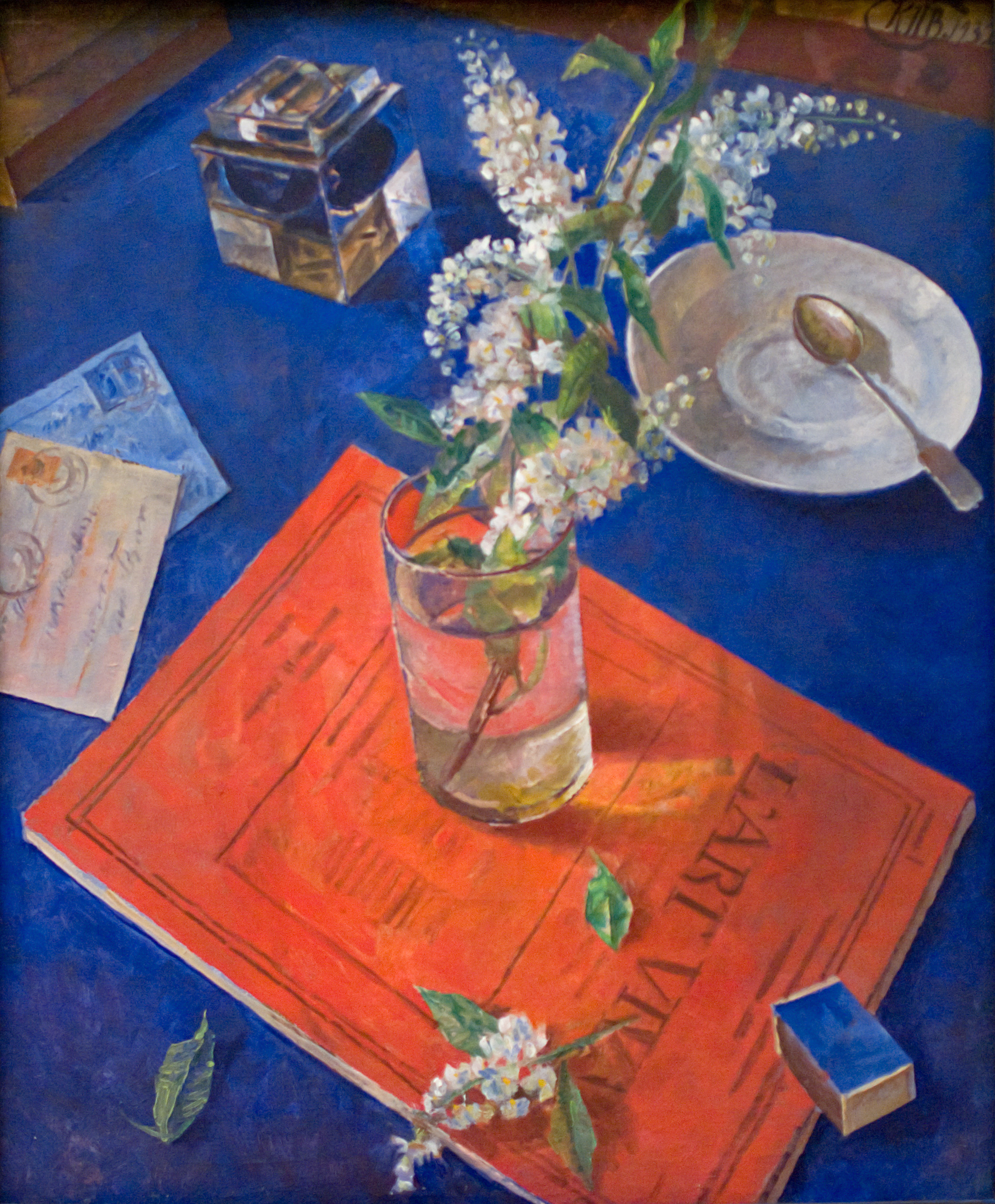
«Черемха в склянці», 1932, ГРМ
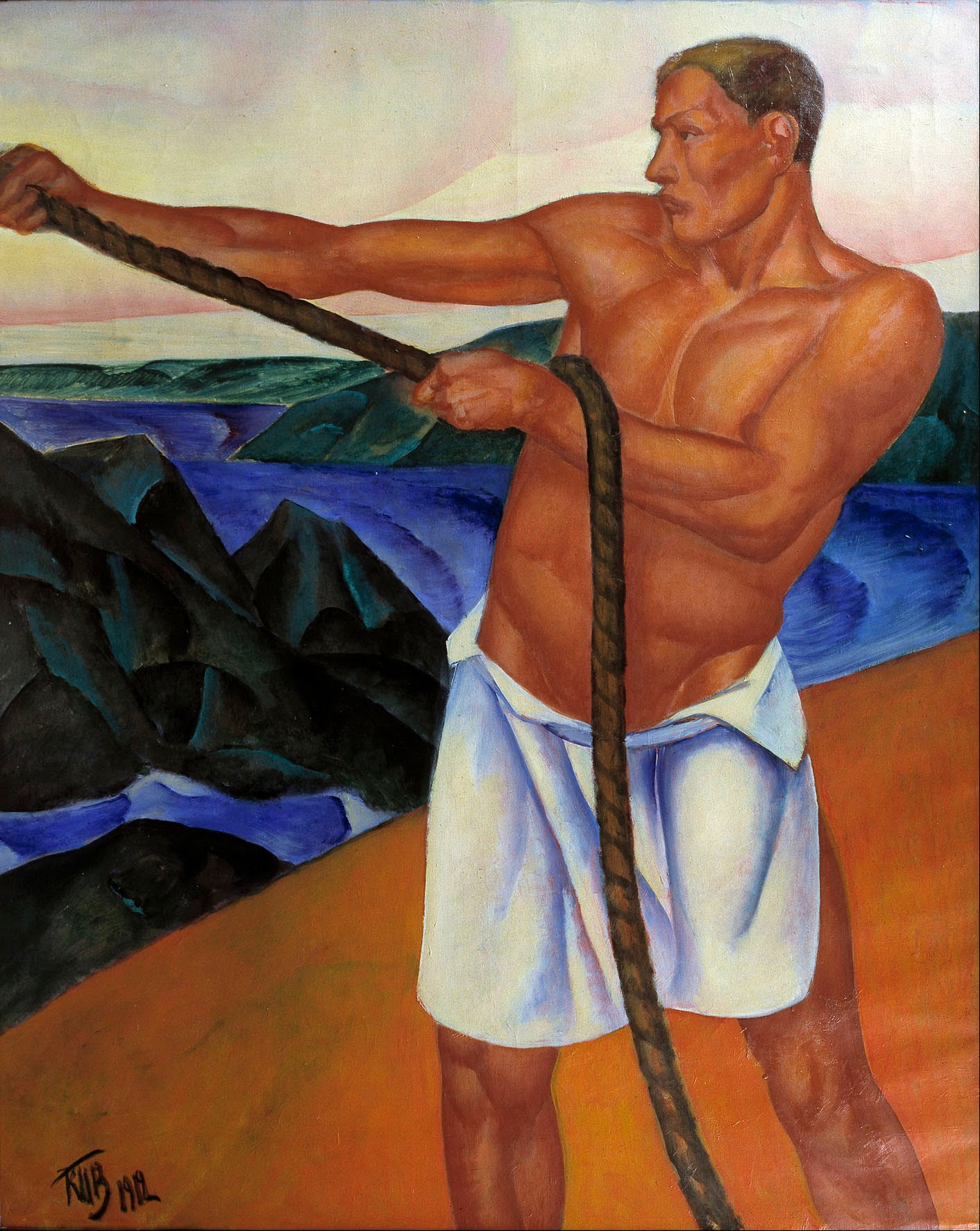
«Робітник», 1926, ГРМ
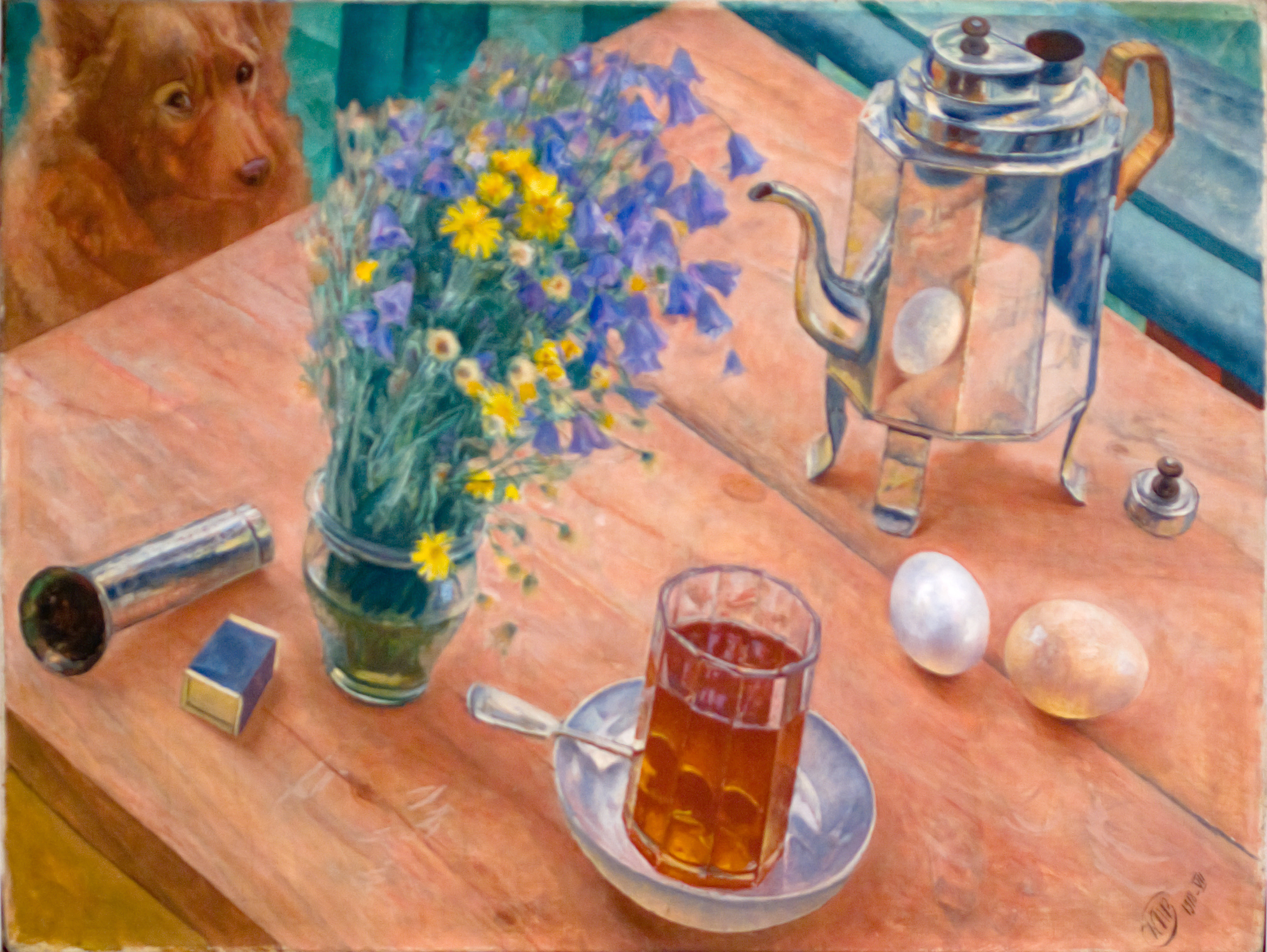
«Ранковий натюрморт», 1918, ГРМ

- «Берег», 1908, ГРМ;
- «Купання червоного коня», 1912, ГТГ;
- «Автопортрет», 1918;
- «1918 в Петрограді» («Петроградська мадонна»), 1920, ГТГ;
- «Після бою», 1923, Центральний музей Радянської Армії, Москва;
- портрет А. А. Ахматової, 1922;
- «Дівчина в сарафані», 1928;
- «Мати», 1915

## Твори
- Поездка в Африку // «На рассвете», вып. 1, Казань, 1910. (путевые очерки)
- Аойя. Приключения Андрюши и Кати в воздухе, под землей и на земле, 1914. (фантастическая повесть для детей)
- Самаркандия, 1923 (переиздана — Л., 1970.)
- «Моя повесть» (1-я часть, «Хлыновск», 1930; 2-я часть, «Пространство Эвклида», 1932)